# Dicranopygium bolivarense
Dicranopygium bolivarense är en enhjärtbladig växtart som beskrevs av Gunnar Wilhelm Harling. Dicranopygium bolivarense ingår i släktet Dicranopygium och familjen Cyclanthaceae. Inga underarter finns listade.